# Gyrodactylus
Gyrodactylus Nordmann, 1832 è un genere di vermi platelminti parassiti esterni di pesci e anfibi.

## Problemi con pesca e allevamento in acquario
Alcune specie di gyrodactylus parassitano pesci in acquacoltura e per l'allevamento in acquario, arrecando grossi danni ad allevatori e appassionati.

## Specie
Al genere appartengono le seguenti specie (elenco incompleto):
- Gyrodactylus flavescensis
- Gyrodactylus arcuatoides
- Gyrodactylus benedeni
- Gyrodactylus bios
- Gyrodactylus branchialis
- Gyrodactylus dorlodoti
- Gyrodactylus elegans
- Gyrodactylus gondae
- Gyrodactylus salaris
- Gyrodactylus turnbulli
- Gyrodactylus bullatarudis